# 1747
1747 је била проста година.

## Догађаји

### Јануар
- 31. јануар — Отворена је Лондонска болница Лок, прва клиника у свету за венеричне болести.

### Датум непознат
- Википедија:Непознат датум —  Патријарх српски Атанасије II је изабран за архиепископа пећког и патријарха српског.